# Réserve naturelle régionale du bois des Agneux
La réserve naturelle régionale du bois des Agneux (RNR 311) est une réserve naturelle régionale située sur le territoire de la commune de Rue, au nord-ouest du département de la Somme, dans les Hauts-de-France. Classée en 2015, elle occupe une surface de 25,55 hectares.

## Localisation

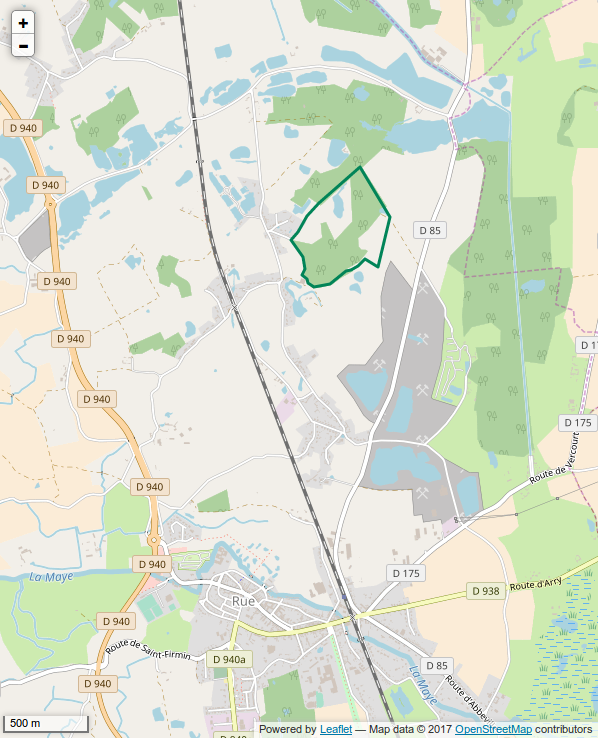
Périmètre de la réserve naturelle.

Le territoire de la réserve naturelle est dans le département de la Somme, sur le territoire de la commune de Rue.

## Écologie (biodiversité, intérêt écopaysager…)
La réserve naturelle fait partie d'un ensemble de zones humides à l'arrière du littoral picard.
Le site est constitué d'un boisement de chênes plus ou moins acidiphiles (qui se développent sur les sols acides), parsemé de mares, surtout dans sa partie nord. Ces mares acidiphiles permettent l'existence d'une mosaïque de végétations. Se trouvent également dans la réserve des buttes sableuses.

### Flore
Une trentaine d'espèces végétales patrimoniales ont été recensées dont 7 protégées à l'échelle régionale :
- vulpin fauve,
- ache inondée,
- scirpe flottant,
- montie naine,
- myriophylle à fleurs alternes,
- potamot à feuilles de renouée,
- renoncule à feuilles de lierre[2].

### Faune
Le site compte 55 espèces d'oiseaux nicheurs dont :
- la maroutte ponctuée
- la chevêche d'Athéna.

sept espèces d'amphibiens parmi lesquelles le triton ponctué et crêté.
Parmi les insectes qui fréquentent le site :
Treize espèces d'odonates, faeschne printanière, agrions délicat et mignon.

## Administration, plan de gestion, règlement

### Outils et statut juridique
La réserve naturelle a été créée par une délibération du Conseil régional du 25 septembre 2015.